# Tuppence Middleton

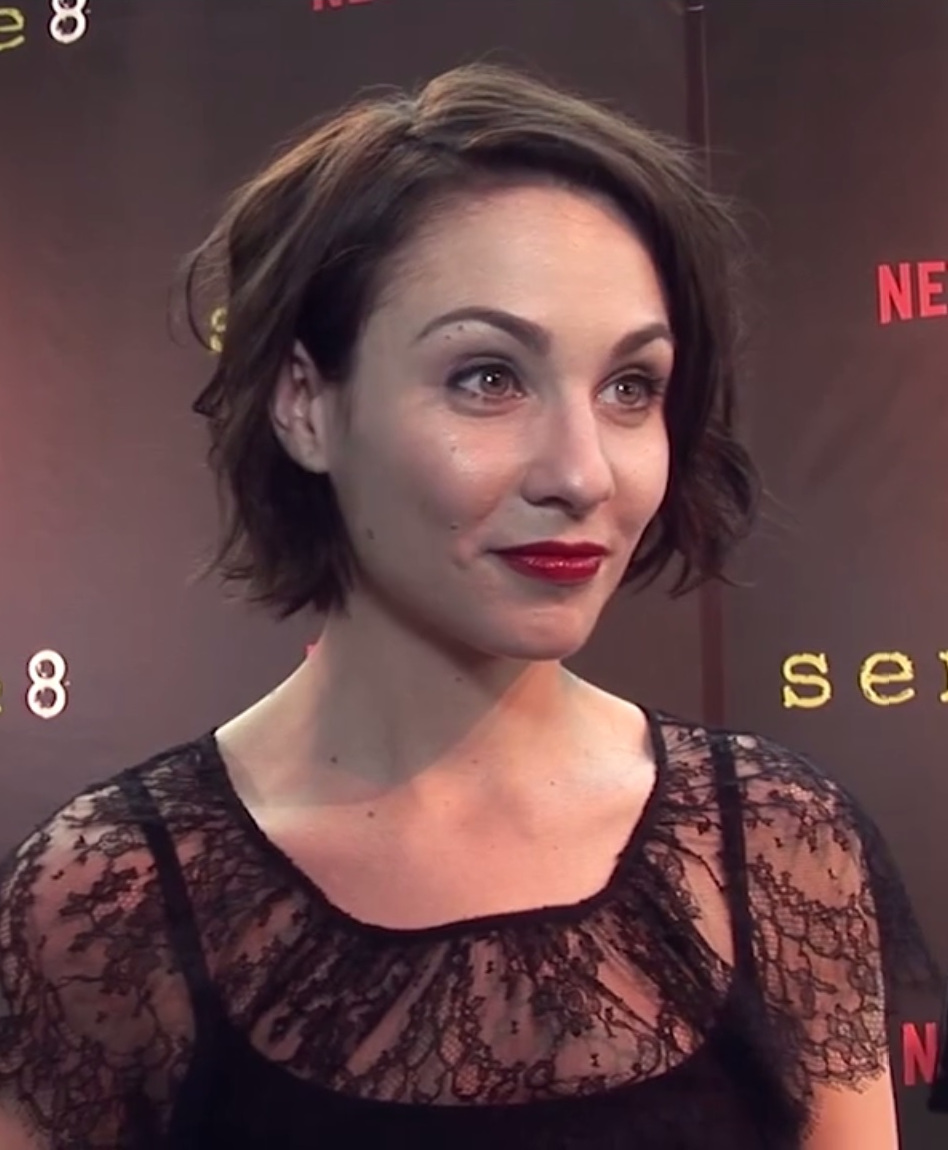
Tuppence Middleton (2015)

Tuppence Amelia Middleton (* 21. Februar 1987 in Bristol) ist eine britische Schauspielerin.

## Karriere
Nach ihrem Auftritt in der Horrorkomödie Tormented wurde Tuppence Middleton im Jahr 2010 in der Kategorie Vielversprechendste Nachwuchsleistung für den Evening Standard British Film Award nominiert. Sie spielte in Tormented die Schülersprecherin Justine Fielding, die eine Beziehung mit einem der beliebtesten Schüler der Schule führt und dabei herausfindet, dass er und seine Freunde einen Mitschüler getötet hatten. In den folgenden Jahren war sie vor allem in Fernsehserien zu sehen. In dem Thriller Cleanskin – Bis zum Anschlag aus dem Jahr 2012 spielte Middleton Kate an der Seite von Sean Bean, Charlotte Rampling, James Fox und Michelle Ryan.
2014 spielte Middleton in dem erfolgreichen Historiendrama The Imitation Game – Ein streng geheimes Leben eine Nebenrolle als Freundin von Keira Knightleys Hauptfigur, anschließend folgten vermehrt internationale Kinoangebote. So spielte sie eine Nebenrolle unter den Wachowskis in deren Science-Fiction-Streifen Jupiter Ascending (2015) und verkörperte Mary Stilwell Edison, die erste Ehefrau des Erfinders Thomas Alva Edison, in dem Historienfilm Edison – Ein Leben voller Licht (2017). Im Jahr 2019 hatte sie einen Auftritt in der Kinoverfilmung Downton Abbey, im folgenden Jahr war sie in David Finchers für zehn Oscars nominierten Film Mank als treue Ehefrau des alkoholkranken Drehbuchautors Herman J. Mankiewicz (gespielt von Gary Oldman) zu sehen.
Middleton übernahm ab 2008 Gastrollen in Serien wie Bones – Die Knochenjägerin, New Tricks – Die Krimispezialisten, Lewis – Der Oxford Krimi und Black Mirror. In der Serie Dickensian, die verschiedene Figuren aus den Romanen von Charles Dickens zusammenbringt, spielte sie zwischen 2015 und 2016 die Miss Havisham aus Große Erwartungen. In einer Verfilmung von Krieg und Frieden als BBC-Miniserie war Middleton im Jahr 2016 als intrigante Prinzessin Hélène Kuragina zu sehen. International am meisten beachtet wurde aber wohl ihre Hauptrolle als Riley „Blue“ Gunnarsdóttir in der Serie Sense8, die zwischen 2015 und 2018 produziert wurde.

## Filmografie (Auswahl)
- 2008: Bones – Die Knochenjägerin (Bones, Fernsehserie, Episode 4x01)
- 2009: Tormented
- 2010: Skeletons
- 2010: Chatroom
- 2010: In The Meadow
- 2010: Ever Here I Be (Kurzfilm)
- 2010: First Light (Fernsehfilm)
- 2010: New Tricks – Die Krimispezialisten (New Tricks, Fernsehserie, Episode 7x06)
- 2011: Friday Night Dinner (Fernsehserie, zwei Episoden)
- 2011: Subculture (Kurzfilm)
- 2011: Sirens (Fernsehserie, zwei Episoden)
- 2012: Cleanskin – Bis zum Anschlag (Cleanskin)
- 2012: Sindbad (Fernsehserie, vier Episoden)
- 2013: Die Spione von Warschau (Spies of Warsaw, Miniserie)
- 2013: Lewis – Der Oxford Krimi (Lewis, Episode 7x01–02)
- 2013: Black Mirror (Fernsehserie, Episode 2x02)
- 2013: Trance – Gefährliche Erinnerung (Trance)
- 2013: Wrong Identity – In der Haut einer Mörderin (Trap for Cinderella)
- 2013: Wie in alten Zeiten (The Love Punch)
- 2014: The Imitation Game – Ein streng geheimes Leben (The Imitation Game)
- 2014: A Long Way Down
- 2015: Jupiter Ascending
- 2015–2016: Dickensian (Fernsehserie, 20 Episoden)
- 2015–2018: Sense8 (Fernsehserie, 24 Episoden)
- 2017: Edison – Ein Leben voller Licht (The Current War)
- 2017: Philip K. Dick’s Electric Dreams (Fernsehserie, Folge 1x03)
- 2019: Fisherman’s Friends – Vom Kutter in die Charts (Fisherman’s Friends)
- 2019: Clifton Hill
- 2019: Downton Abbey
- 2020: Schatten der Mörder – Shadowplay (Shadowplay, Fernsehserie, acht Episoden)
- 2020: Possessor
- 2020: Mank
- 2022: Downton Abbey II: Eine neue Ära (Downton Abbey: A New Era)
- 2022: Our House (Fernsehserie, vier Episoden)
- 2023: C*A*U*G*H*T (Fernsehserie)
- 2023: Lord of Misrule